# Брайън Галахър
Брайън Галахър (на английски: Brian Gallagher) е ирландски писател на произведения в жанра чиклит.

## Биография и творчество
Брайън Галахър е роден на 30 май 1964 г. в Стокхолм, Швеция. Израства обикаляйки със семейството си цяла Европа и научавайки няколко езика. Учи е право и философия в Юнивърсити колидж, Дъблин. След дипломирането си е адвокат в Дъблин.
В края на 90-те започва да пише романи. Първият от тях „Фън шуй откачалки“ е издаден през 2000 г., става бестселър, и го прави известен писател. Книгата описва комичния развой на отношенията в един любовен триъгълник развивайки по нестандартен начин темата за ревността и отмъщението.
След успеха на романа Брайън Галахър се посвещава на писателската си кариера.
Брайън Галахър живее в Дъблин.

## Произведения

### Серия „Откачалки“ (Junkie)
- Фън шуй откачалки, The Feng-Shui Junkie (2000)
- Junk Male (2002)
- The Zen Junkie (2013)